# Red Rocket
Red Rocket is een Amerikaanse zwarte komedie-dramafilm uit 2021, geregisseerd, gemonteerd en mede geschreven en geproduceerd door Sean Baker.

## Verhaal
Mikey Saber is een pornoster van middelbare leeftijd die onlangs met pensioen is gegaan. Hij verruilt Los Angeles voor zijn geboorteplaats in Texas en smeedt plannen om het leven dat hij ooit leidde, weer op te pakken. Onderweg begint hij te daten met een 17-jarig meisje.

## Rolverdeling
- Simon Rex als Miley "Saber" Davies
- Bree Elrod als Lexi Davies
- Suzanna Son als Strawberry/Raylee
- Brenda Deiss als Lil
- Judy Hill als Leondria
- Brittney Rodrigues als June
- Ethan Darbone als Lonnie
- Shih-Ching Tsou als Ms. Phan
- Parker Bigham als Nash Parker

## Release en ontvangst
De film ging op 14 juli 2021 in première op het 74e Filmfestival van Cannes. De regie en het optreden van acteur Simon Rex werden geprezen en de film ontving diverse prijzen en nominaties. De National Board of Review noemde de film een van de tien beste films van het jaar. Rex won ook de prijs voor beste acteur van de Los Angeles Film Critics Association en de Independent Spirit Awards.
De film kreeg overwegend positieve kritieken van de filmcritici, met een score van 90% op Rotten Tomatoes, gebaseerd op 209 beoordelingen.

## Prijzen en nominaties
De belangrijkste:
| Jaar | Prijs                     | Categorie                 | Genomineerde(n) | Uitslag     |
| ---- | ------------------------- | ------------------------- | --------------- | ----------- |
| 2022 | Independent Spirit Awards | Beste mannelijke hoofdrol | Simon Rex       | Gewonnen    |
| 2022 | Independent Spirit Awards | Beste vrouwelijke bijrol  | Suzanna Son     | Genomineerd |
| 2021 | Filmfestival van Cannes   | Gouden Palm               | Sean Baker      | Genomineerd |